# MUSA's
MUSA's是由來自阿根廷的鋼琴及鍵盤手Martin "Musa" Musaubach (Musa)帶領的演奏團體。

## 有關樂團

### 2007 - 2011: MUSA's Trio 三重奏
2007年，鋼琴及鍵盤手Musa連同貝斯及低音大提琴手LuKa、以及鼓手José Centorbi組成了MUSAS。
由演奏拉丁音樂到爵士樂、藍調及搖滾，樂團於中國大陸深圳，以至香港、昆明、上海和北京都有現場表演和錄音錄影，以及曾經於北京國貿大酒店當駐場樂團。2007年在深圳的一次公開演出場合裡，高飛 (當時為BR Connection鼓手，同樂團成員包括吉他手Fabio Moreira) 認識了Musa和LuKa，並於2010年加入MUSA'S Trio成為現任鼓手。
2011年夏天，成員正式將工作遷移至台北發展。

### 2011: MUSA's Trio x Gary Chaw: Project SENSATION
2011年期間，音樂製作人涂惠源老師將Musa、LuKa和高飛介紹了給曹格。在認識雙方的音樂之後，三位樂手再加上曹格，組成了SENSATION——「曹格 x MUSA's Trio x 涂惠源」的爵士新概念、一個新的音樂品牌，正式始動。
SENSATION組成後，選擇了台北「河岸留言」(Riverside Café Taipei) 作為初次獨立演出的地點。2011年底、2011年12月至2012年1月間，MUSA's Trio與曹格於在台北、高雄及台中舉行了四場「Gary Chaw SENSATION x JAZZ 爵士巡迴音樂會」，及發行了會場/在線限定發售單曲《Project Sensation JAZZ》。這是曹格及MUSA's Trio成員及首次以新組合樂團SENSATION的名義公式發行音樂作品和演出。
2012年6月，SENSATION發行首張出道專輯《Gary Chaw Project Sensation 1 Jazz》。7月14日，「SENSATION 爵士音樂會」巡演於台北作為首站正式展開，樂團隨即於新加坡、馬來西亞兩地演出。
同年8月4日及5日，曹格首次入主香港紅磡體育館，MUSA's Trio即連同曹格，作為SENSATION成員舉行一連兩場「Gary Chaw Sensational Sound Concert」。10月5日，樂團再度以SENSATION名義在澳門與曹格共同演出「CPOP LIVE」。
2012年12月，曹格發行專輯《荷里活的動物園》，MUSA's Trio加入參與製作專輯歌曲、以及擔任編寫和樂器演奏部份。

### 2013: MUS4's, MU5A's 四•五重奏及發展
自2012年第四季開始，MUSA's Trio開始不單只與其曹格合作，尤其在現場表演上樂團與不同音樂人的合作漸多。
2013年4月，吉他手Fabio Moreira加入D.F.M，作為MUS4's (Quartet 四重奏) 成員與MUSA's Trio共同參與曹格Project SENSATION 2。夏天開始，小號及富魯格號手Danny加入樂團，將之前的MUS4's擴充成MU5A's (Quintet 五重奏) ——由最初的三重奏，擴展成包括完整節奏組 (rhythm section) 的小型編制樂團 (jazz ensemble)。就如爵士樂樂手之間常見的合作演出或錄音，MUSA's會邀請不同的樂手或歌手加入演奏，共同創造出更多的音樂新面貌。
除了繼續進行「曹格 x SENSATION」Project 2及參與曹格的演唱會演奏部份，MUS4's及MU5A's亦會以DFM Jazz Club (其唱片公司) 的名義與旗下歌手Shiny Lv和Norma其同演出小型音樂會。除了參予MUSA's的演出，成員們也同時開始個人身份與其他樂手、歌手合作，不定期在台北的小型演出場地或者爵士樂酒吧舉行/主持現場演奏。
同年8月，Musa發行首張錄音室錄音專輯《3690》。這張專輯是以Musa個人名義發行；而參予其中的演奏部份包括了LuKa和高飛，也可以代表這是MUSA's Trio的樂團出道錄音發行。

## 成員
常任成員
- Martin "Musa" Musaubach

Musa，鋼琴及鍵盤手，來自阿根廷布宜諾斯艾利斯省拉普拉塔。1982年5月23日生日。中文名字明馬丁 (這是在台灣簽證結婚證書的時候所需要的中文名字，姓氏「明」是為了紀念祖父Mingo)。曾經所屬樂團包括Labrusca、Zoe、5 Australes、Reina Venus、Blues Oil及Bin Bin。2011年於北京組成MUSA's Trio (同為MUSAS)。跟貝斯手LuKa自少是鄰居。
- Adriano Moreira (高飛)

高飛，鼓手及敲擊樂手，來自巴西聖保羅。1987年3月20日生日。Fabio的堂兄弟。原巴西現場演奏樂團BR Connection (Brazilian Connection) 成員，2005年開始跟隨樂團於深圳及海外郵輪上工作。2011年加入Musa和LuKa成為MUSA's Trio鼓手。「高飛」是Adriano在中國大陸西安工作的時候、一位中國籍朋友給他改的中文名字。
- Fabio Moreira

Fabio，吉他手，來自巴西聖保羅。1988年3月16日生日。高飛的堂兄弟。原巴西現場演奏樂團BR Connection (Brazilian Connection)及Salsamba Duo成員。現同時為Bad Ass Brass成員。
- Danny Deysher

Danny，小號及富魯格號手，來自美國洛杉磯。1957年生。10歲開始演奏小號，1980年參演過Tom Jones的世界巡迴演唱會。80年代末至90年代中曾於西班牙及法國居住，參與不同的演出、比賽和錄音，並於1993年移居台灣。近期演出包括《伍佰and China Blue -生命的現場- 20周年演唱會》。現同時為Bad Ass Brass成員。
低音琴手 (MUSA's 2013年9月~)
- Vincent Hsu 徐崇育

Vincent，貝斯及低音大提琴手，來自台灣。Soy La Ley 非洲古巴爵士樂團 (Afro-Cuban Jazz Band) 領隊成員。
- Michael Ning 甯子達

阿達 (A-Ta)，貝斯手，來自台灣。Timeless Fusion Party (TFP) 無限融合樂團成員。

過往成員
- José Centorbi (鼓手及敲擊樂手) (2007 - 2010)

- Lautaro "LuKa" Bellucca (貝斯及低音大提琴手) (- 2013)

LuKa，貝斯及低音大提琴手，來自阿根廷布宜諾斯艾利斯省拉普拉塔。1986年1月4日生日。20歲的時候與 José Centorbi (前MUSAS鼓手及敲擊樂手) 和弟弟Joaquin Bellucca等人組成爵士及民族樂樂團Lo Que Te Falta Quarteto，曾於拉普拉塔獲獎及錄製專輯。同為5 Australes及MUSAS/ MUSA's Trio成員。跟Musa自少是鄰居。個人樂團LuKa Group於2013年10月正式公開演出。

## 現場演奏
以下為MUSA's的現場演奏記錄存檔。如無地點上標示，演出場地地址為台北市內。

## 音樂發行
單曲
- 《Project Sensation JAZZ》- with Gary Chaw 曹格 - 錄音室專輯 (2011年12月)

專輯
- 《Gary Chaw Project Sensation 1 Jazz》- with Gary Chaw 曹格 - 錄音室專輯 (2012年6月)
- 《荷里活的動物園》- with Gary Chaw 曹格 - 錄音室專輯 (2012年12月)
- 《3690》- Martin Musaubach - 錄音室專輯 (2013年8月16日 亞神音樂娛樂AsiaMuse Entertainment發行)

DVD
- 《Live at the Spring City, Kunming 2010》(2010年)

## 關聯項目
- 曹格
- SENSATION

## 外部連結
- Musaubach facebook （页面存档备份，存于）
- MUSA's facebook
- Musaubach homepage （页面存档备份，存于）
- LuKa facebook （页面存档备份，存于）
- DFM Jazz Club facebook (record label) （页面存档备份，存于）

## 註解
1. 1 2  台灣壹週刊 Next Magazine Taiwan #581 (2012/07/12) - p.194 - 紅男綠女「音樂讓我們相遇 Sensation」
2. ↑  . 美麗佳人.   [2013-05-10]. （原始内容存档于2013-10-17）.
3. ↑  . EeTV粉絲團. 2012-07-14  [2012-08-02]. （原始内容存档于2014-10-06）.
4. ↑  . Enter-E.net. 2012-07-22  [2012-07-22]. （原始内容存档于2013-05-07）.
5. ↑  . Timetable. 2012-06-15  [2013-01-02]. （原始内容存档于2012-08-17）.
6. ↑  . Club Cubic. 2012-10-05  [2013-01-02]. （原始内容存档于2019-02-17）.
7. ↑  "Hollywood Zoo" by Gary Chaw (released Dec 2012)
8. ↑  . Gary Chaw facebook page. 2013-05-14  [2013-06-17]. （原始内容存档于2016-01-17）.
9. ↑  . 自由電子報. 2012-12-13  [2013-09-26]. （原始内容存档于2013-09-27）.
10. 1 2  . 電台專訪. 2012-06-08  [2012-08-01]. （原始内容存档于2013-02-03）.
11. ↑  . 電台專訪. 2012-06-04  [2012-08-01]. （原始内容存档于2016-10-05）.
12. 1 2  . Bad Ass Brass. 2013-10-02  [2013-10-09]. （原始内容存档于2019-02-17）.